# Верэта
Верэта, (Уорэта) [уточнить] — город на севере Эфиопии. Расположен в зоне Южный Гондэр, в регионе Амхара, к востоку от озера Тана и южнее от города Аддис-Зэмэн. Верэта находится на высоте 1828 метров над уровнем моря. Является административным центром Форега.

## История
Верэта появляется в «Королевских хрониках» во время первого правления императора Текле Гийоргиса (1779-1784 годы). Верэта была одним из контрольных пунктов в торговом пути между Гондэром и Босо в 1840-х годах.
Телефонная и электрическая сеть в городе появилась в 1964 году. В 90-х годах был построен колледж сельского хозяйства, с предполагаемым бюджетов в 60 миллионов эфиопских быров, Он имеет вместительность в 2000 учеников, в 2014 году в нём обучались 269 человек. Располагается на вершине холма рядом с дорогой в Бахр-Дар.
Через город проходит два Трансафриканских автомобильных маршрута:
1. Шоссе Каир-Кейптаун
2. Шоссе Нджамена-Джибути

## Демография
По информации Центрального статистического агентства за 2005 год, в Верэте проживали 26 317 человек, из которых 13 044 — мужчины.